# GNU Zile
GNU Zile est un éditeur de texte de la famille Emacs. Son nom est un acronyme récursif qui signifie en anglais « Zile Is Lossy Emacs » (littéralement, « Zile est Emacs amoindri »). Initialement développé par Sandro Sigala, le projet est maintenu par Reuben Thomas depuis la version 1.6.1.

## Caractéristique technique
GNU Zile utilise un interpréteur Lisp très léger basé sur lithp.
Une version expérimentale fonctionnant sous Guile est initiée en février 2012 à la demande de Ludovic Courtès, le mainteneur du projet Guile, pour fêter la sortie un an plus tôt de Guile 2.0,. Cette branche utilise donc un interpréteur Scheme.